# Pato Banton
Pato Banton (urodzony jako Patrick Murray 5 października 1961 w Birmingham, Anglia) – brytyjski muzyk i toaster reggae. Karierę rozpoczął w 1982 od występu z Ranking Rogerem, członkiem grupy The Beat. Pierwszy solowy longplay "Never Give In" nagrał w 1987. Współpracował m.in. ze Stingiem i UB40.

## Dyskografia
- Mad Professor Captures Pato Banton (1985)
- Never Give In (1987)
- Visions Of The World (1989)
- Mad Professor Recaptures Pato Banton (1990)
- Wize Up! (No Compromize) (1990)
- Live & Kickin All Over America (1991)
- Universal Love (1992)
- Collections (1994)
- Stay Positive (1996)
- Tudo De Bom – Live In Brazil (2000)
- Life Is A Miracle (2000)
- Live At The Maritime – San Francisco (2001)
- The Best Of Pato Banton (2002)
- Positive Vibrations (2007)
- Pato Banton and Friends (2008)
- Destination Paradise (2008)